# 30 событий за 30 лет
«30 событий за 30 лет» (англ. 30 for 30) — серия документальных фильмов, выпускаемая телевизионной сетью ESPN. Первый фильм был выпущен в октябре 2009 года. Первоначально сериал состоял из 30 историй из «эры ESPN», каждая из которых рассказывала о событиях, командах и людях, которые изменили спорт с тех пор, как компания была основана в 1979 году. Позже был выпущен второй «том» из 30 эпизодов, а в 2011—2012 годах показали ещё 13 эпизодов уже под брендом ESPN Films Presents. Перед стартом чемпионата мира по футболу 2014 года ESPN выпустил несколько серий, посвящённых европейскому футболу.
На русском языке фильмы транслируются на канале Viasat Sport.

## Награды
- 2010 Премия Пибоди[1]
- 2010 Награда от международной ассоциации кинодокументалистов «Distinguished Continuing Series»
- 2014 Эмми за Выдающуюся короткометражную документальную программу[2]

## Список эпизодов
Примечание: Все серии длятся 60 минут (включая рекламу), если не указано другое.
.

| № | Название | Режиссёр                                       | Количество зрителей, млн | Дата премьеры      |
| --- | --- | ---------------------------------------------- | ------------------------ | ------------------ |
| 1 | «Выкуп Короля» «Kings Ransom»                                                                                | Питер Берг                                     | .645                     | октябрь 6, 2009    |
| Обмен Уэйна Гретцки из «Эдмонтон Ойлерз» в «Лос-Анджелес Кингз» в 1988 году и влияние этого события на Гретцки, болельщиков в Эдмонтоне и на популярность хоккея в Южной Калифорнии | |                                                |                          |                    |
| 2 | «Оркестр, который не умрёт» «The Band That Wouldn't Die»                                                     | Барри Левинсон                                 | TBA                      | октябрь 13, 2009   |
| О любви Балтимора к футболу и клубу «Кольтс». В фильме уделено внимание марширующему оркестру «Кольтс», который остался в городе после переезда команды в Индианаполис и помогал городу в возвращении клуба НФЛ.                                                                                               | |                                                |                          |                    |
| 3 | «Пустяки: Кто уничтожил USFL?» «Small Potatoes: Who Killed the USFL?»                                        | Майкл Толлин                                   | TBA                      | октябрь 20, 2009   |
| Новые интервью и архивные кадры времён United States Football League. В центре фильма лежит интервью Дональда Трампа, бывшего владельца «Нью-Джерси Дженералс». | |                                                |                          |                    |
| 4 | «Мохаммед и Ларри» «Muhammad and Larry»                                                                      | Альберт Мэйслес, Брэдли Каплан                 | TBA                      | октябрь 27, 2009   |
| Бой Мохаммеда Али и Ларри Холмса в октябре 1980 года и его влияние на обоих боксёров. Фильм включает как новые интервью с участниками того боя, так и старые неопубликованные записи. | |                                                |                          |                    |
| 5 | «Без Байаса» «Without Bias»                                                                                  | Кирк Фрэйзер                                   | TBA                      | ноябрь 3, 2009     |
| Смерть Лена Байаса от передозировки кокаина всего через два дня, после того как он был выбран на драфте НБА 1989 года клубом «Бостон Селтикс» и её влияние на оборот наркотиков, особенно в спортивном сообществе.                                                                                             | |                                                |                          |                    |
| 6 | «Легенда о Джимми Греке» «The Legend of Jimmy the Greek»                                                     | Фриц Митчел                                    | TBA                      | ноябрь 10, 2009    |
| Жизнь Джимми «Грека» Снайдера — от его карьеры букмекера в Лас-Вегасе до работы в The NFL Today, откуда он был уволен в 1988 году. | |                                                |                          |                    |
| 7 | «The U» | Билли Корбен                                   | 2.37                     | декабрь 12, 2009   |
| Футбольная команда университета Майами как образец расистской и культурной эволюции Майами в 1980-х годах(продолжительность серии 2 часа). | |                                                |                          |                    |
| 8 | «Победное время : Реджи Миллер против «Нью-Йорк Никс»» «Winning Time: Reggie Miller vs. The New York Knicks» | Дэн Клорес                                     | TBA                      | март 14, 2010      |
| Влияние Реджи Миллера на «Нью-Йорк Никс» в 1990-х годах, особое внимание уделяется играм плей-офф 1995 года и взаимоотношениям между Миллером и болельщиком «Никс» Спайком Ли. | |                                                |                          |                    |
| 9 | «Guru of Go»                                                                                                 | Билл Кутюрье                                   | TBA                      | апрель 3, 2010     |
| Работа Пола Уэстхеда на должности тренера университета Мэримонт Лайола (1985-1990), включая его высокорезультативных игроков Бо Кимбле и Хэнка Гатерса | |                                                |                          |                    |
| 10 | «Без перехода : суд над Алленом Айверсоном» «No Crossover: The Trial of Allen Iverson»                       | Стив Джеймс                                    | TBA                      | апрель 13, 2010    |
| The 1993 trial of Hampton, Virginia, high-school athlete Allen Iverson, convicted for his role in a racially-tinged melee, and its impact on both the community and on Iverson's life. (90 minutes in length)                                                                                                  | |                                                |                          |                    |
| 11 | «Маленькая забавная игра» «Silly Little Game»                                                                | Адам Курлэнд и Люкас Янсен                     | TBA                      | апрель 20, 2010    |
| Meeting at New York City's La Rotisserie Francaise, a group of writers and academics develop Rotisserie Fantasy baseball, only to see it take off in popularity and leave them behind. | |                                                |                          |                    |
| 12 | «Беги, Рики, беги» «Run Ricky Run»                                                                           | Шон Пэмпилон и Ройс Тони                       | .972                     | апрель 27, 2010    |
| A profile of Ricky Williams focuses on his brief 2004 departure from the NFL, when he sought self-redemption amidst media criticism and fresh rumors of marijuana use. | |                                                |                          |                    |
| 13 | «Шестнадцатый игрок» «The 16th Man»                                                                          | Клиффорд Бестол, Лори Маккрири и Морган Фримен | .463                     | май 4, 2010        |
| В 1995 году, спустя несколько лет после падения режима апартеида, в Южной Африке состоялся чемпионат мира по регби, важную роль в организации которого сыграл президент страны Нельсон Мандела. В фильме рассказывается о том, как этот чемпионат и победа хозяев изменили страну.                             | |                                                |                          |                    |
| 14 | «Прямо из Лос-Анджелеса» «Straight Outta L.A.»                                                               | Ice Cube                                       | TBA                      | май 11, 2010       |
| The relationship between the Raiders and the minority fan base in Los Angeles during the team's 13 seasons in L.A. (1982-1994). | |                                                |                          |                    |
| 15 | «17 июня 1994 года» «June 17, 1994»                                                                          | Бретт Морген                                   | TBA                      | июнь 16, 2010      |
| Quick-cut archival montages capture the various sporting events on the day in question and the emotions they generated, with O. J. Simpson's run from the police overshadowing all else. | |                                                |                          |                    |
| 16 | «Два Эскобара» «The Two Escobars»                                                                            | Джефф Цимбалист и Майкл Цимбалист              | TBA                      | июнь 22, 2010      |
| Какое отношение друг к другу имели футболист сборной Колумбии Андрес Эскобар и его печально известный однофамилец, криминальный авторитет и наркобарон Пабло Эскобар? Насколько тесно связаны футбол и наркоторговля в Колумбии? Какова связь между смертями обоих Эскобаров? (продолжительность серии 2 часа) | |                                                |                          |                    |
| 17 | «Рождение высокого полёта» «The Birth of Big Air»                                                            | Джефф Треймейн, Джонни Ноксвилл и Спайк Джонз  | TBA                      | июль 29, 2010      |
| The life of Mat Hoffman and his 25 year career of advancing BMX riding, both creatively and promotionally. | |                                                |                          |                    |
| 18 | «Джордан едет на автобусе» «Jordan Rides the Bus»                                                            | Рон Шелтон                                     | TBA                      | август 24, 2010    |
| Motivated by the dream his late father had for him, Michael Jordan retires from basketball and has a brief career in minor league baseball. | |                                                |                          |                    |
| 19 | «Little Big Men»                                                                                             | Эл Зиманский                                   | TBA                      | август 31, 2010    |
| The Kirkland National Little League team's success at the 1982 Little League World Series (where they pulled off one of the biggest upsets in the event's history in the title game) and its after-effects. | |                                                |                          |                    |
| 20 | «Однажды вечером, вечером в Вегасе» «One Night in Vegas»                                                     | Реджи Рок Байтвуд                              | TBA                      | сентябрь 7, 2010   |
| Дружба между боксёром Майком Тайсоном и рэпером Тупаком Шакуром и ночь 7 сентября 1996 года, когда Шакур был убит после боя Тайсона и Брюса Шелдона в Лас-Вегасе. | |                                                |                          |                    |
| 21 | «Непревзойдённые» «Unmatched»                                                                                | Лиза Лэкс и Нэнси Стерн с Ханной Сторм         | TBA                      | сентябрь 14, 2010  |
| Взгляд на соперничество и дружбу между двумя теннисными легендами - Крисом Эвертом и Мартиной Навратиловой | |                                                |                          |                    |
| 22 | «Дом Стайнбреннера» «The House of Steinbrenner»                                                              | Барбара Коппл                                  | TBA                      | сентябрь 21, 2010  |
| Наследие Джорджа Штайнбреннера, владельца «Нью-Йорк Янкис». | |                                                |                          |                    |
| 23 | «Против ветра» «Into the Wind»                                                                               | Стив Нэш and Эрза Холланд                      | 0.894                    | сентябрь 28, 20101 |
| Попытка Терри Фокса пробежать через всю Канаду, чтобы привлечь внимание канадцев и всего мира к борьбе с раковыми заболеваниями. (Впервые фильм был показан на канадском канале TSN2 сентябрь 19, 2010.). | |                                                |                          |                    |
| 24 | «Четыре дня в октябре» «Four Days In October»                                                                | Major League Baseball Productions              | 1.45                     | октябрь 5, 2010    |
| Знаменитый камбэк «Бостон Ред Сокс» в финале Американской лиги в серии против «Нью-Йорк Янкис». | |                                                |                          |                    |
| 25 | «Братья навеки» «Once Brothers»                                                                              | NBA Entertainment                              | TBA                      | октябрь 12, 2010   |
| История игроков НБА и партнёров по сборной Югославии, хорвата Дражена Петровича и серба Владе Диваца. О том, как война повлияла на их дружбу. (продолжительность серии 90 минут) | |                                                |                          |                    |
| 26 | «Тим Ричмонд: до упора» «Tim Richmond: To the Limit»                                                         | NASCAR Media Group и Рори Карпф                | TBA                      | октябрь 19, 2010   |
| Карьера гонщика NASCAR Тима Ричмонда, его яркая жизнь и смерть в 1989 году от СПИДа. | |                                                |                          |                    |
| 27 | «Народ Фернандо» «Fernando Nation»                                                                           | Круз Энжелс                                    | TBA                      | октябрь 26, 2010   |
| Эйфория от перехода Фернандо Валензуэла в «Лос-Анджелес Доджерс» в 1981 году. | |                                                |                          |                    |
| 28 | «Мэрион Джонс: пресс-пауза» «Marion Jones: Press Pause»                                                      | Джон Синглтон                                  | TBA                      | ноябрь 2, 2010     |
| Рассказ об успешной спортивной карьере Мэрион Джонс, её участии в допинговом скандале и последующем отбывании заключения в тюрьме. | |                                                |                          |                    |
| 29 | «Человек, которого не было» «The Best That Never Was»                                                        | Джонатан Хок                                   | TBA                      | ноябрь 9, 2010     |
| Вербовка в 1981 году игрока Маркуса Дюпри многочисленными университетами, его результативная карьера и как эта вербовка изменила процесс набора команд. (продолжительногсть серии 2 часа) | |                                                |                          |                    |
| 30 | «Выходка пони» «Pony Excess»                                                                                 | Тадэус Д. Матула                               | TBA                      | декабрь 11, 2010   |
| Взлёты, падения и возрождение футбольной программы SMU Мустангов, которых отстранили на 2 года из-за нарушений правил NCAA. | |                                                |                          |                    |

## Дополнительные эпизоды
Предварительно было объявлено, что в серию «30 событий за 30 лет» войдут ещё три эпизода, однако они до сих пор не включены в расписание канала ESPN. До сих пор нет подтверждённых сведений, выпустят ли их позже как часть серии или как отдельные фильмы.
| # | Название                                        | Режиссёр                                   | Количество зрителей (в млн.) | Дата премьеры |
| --- | ----------------------------------------------- | ------------------------------------------ | ---------------------------- | ------------- |
| 32 | «Как кур в ощип» «Steve Bartman: Catching Hell» | Алекс Гибни                                | TBA                          | 2010          |
| Отношения между болельщиками Чикаго Кабс и Стивеном Бартманом после 6 игры плей-офф 2003 года.                                         |                                                 |                                            |                              |               |
| 31 | «Charismatic»                                   | Стивен Майкл, Джоэль Сурноу и Джонатан Коч | TBA                          | 2010          |
| Выступление Charismatic и его жокея на тройной короне 1999 года.                                                                       |                                                 |                                            |                              |               |
| 33 | «Right To Play»                                 | Фрэнк Маршалл                              | TBA                          | 2010          |
| Жизнь Юхана-Улафа Косса, олимпийского чемпиона по конькобежному спорту и основателя международной юношеской организации Right To Play. |                                                 |                                            |                              |               |